# 野入町
野入町（のいりちょう）は、愛知県豊田市の地名。

## 地理

### 河川・池沼
- 木地山川
- 丸根川
- 野入川

### 交通
- 国道153号

### 施設
- 野入城跡
- 役の行者
- 中日パラグライダースクール

- 役の行者

## 歴史

### 地名の由来
隣接する大野瀬の入口であることによるとも、野の入（奥）であることによるともいう。

### 沿革
- 戦国時代 - 三河国加茂郡足助荘に野入村として所在[1]。
- 江戸時代 - はじめは加茂郡であったが、のちに設楽郡に変更[1]。当初は幕府領[1]。
- 宝永5年 - 相模小田原藩領となる[1]。
- 享保元年 - 幕府領となる[1]。
- 1869年（明治2年） - 重原藩領となる[1]。
- 1878年（明治11年） - 北設楽郡に所属[1]。
- 1889年（明治22年） - 稲橋村大字野入となる[1]。
- 1940年（昭和15年） - 稲武町大字野入となる[2]。
- 2005年（平成17年）4月1日 - 東加茂郡稲武町大字野入が合併に伴い、豊田市野入町となる[WEB 6]。

### 人口の変遷
国勢調査による人口および世帯数の推移。
| 1995年（平成7年）  | 64世帯 209人 |  |
| 2000年（平成12年） | 61世帯 188人 |  |
| 2005年（平成17年） | 62世帯 191人 |  |
| 2010年（平成22年） | 61世帯 154人 |  |
| 2015年（平成27年） | 57世帯 133人 |  |
| 2020年（令和2年）  | 65世帯 137人 |  |

### WEB
1. 1 2  総務省統計局 (2022年2月10日). “令和2年国勢調査の調査結果(e-Stat) - 男女別人口，外国人人口及び世帯数－町丁・字等” (CSV). 2023年8月2日閲覧。
2. ↑  “愛知県豊田市の町丁・字一覧”.   人口統計ラボ. 2024年2月26日閲覧。
3. ↑  “読み仮名データの促音・拗音を小書きで表記するもの(zip形式) 愛知県” (zip).   日本郵便 (2024年2月29日). 2024年3月26日閲覧。
4. ↑  “市外局番の一覧” (PDF).   総務省 (2022年3月1日). 2022年3月22日閲覧。
5. ↑  “ナンバープレートについて”.   一般社団法人愛知県自動車会議所. 2024年1月21日閲覧。
6. ↑  “愛知県豊田市の郵便番号一覧”.   日本郵便. 2024年3月13日閲覧。
7. ↑  総務省統計局 (2014年3月28日). “平成7年国勢調査の調査結果(e-Stat) - 男女別人口及び世帯数 －町丁・字等” (CSV). 2021年7月20日閲覧。
8. ↑  総務省統計局 (2014年5月30日). “平成12年国勢調査の調査結果(e-Stat) - 男女別人口及び世帯数 －町丁・字等” (CSV). 2021年7月20日閲覧。
9. ↑  総務省統計局 (2014年6月27日). “平成17年国勢調査の調査結果(e-Stat) - 男女別人口及び世帯数 －町丁・字等” (CSV). 2021年7月21日閲覧。
10. ↑  総務省統計局 (2012年1月20日). “平成22年国勢調査の調査結果(e-Stat) - 男女別人口及び世帯数 －町丁・字等” (CSV). 2021年7月21日閲覧。
11. ↑  総務省統計局 (2017年1月27日). “平成27年国勢調査の調査結果(e-Stat) - 男女別人口及び世帯数 －町丁・字等” (CSV). 2021年7月21日閲覧。

### 書籍
1. 1 2 3 4 5 6 7 8 9  「角川日本地名大辞典」編纂委員会 1989, p. 1039.
2. ↑  「角川日本地名大辞典」編纂委員会 1989, p. 1040.